# 裂腹单极虫
裂腹单极虫（学名：Thelohanellus schizothoraxi）为单极科单极虫属的动物。在中国，分布于四川等，营寄生生活，寄生在短须裂腹鱼的肾。